# Lima (Ohio)
Lima – miasto w Stanach Zjednoczonych, w stanie Ohio, ośrodek administracyjny hrabstwa Allen, położone nad rzeką Ottawa, około 150 km na północny zachód od miasta Columbus. W 2010 roku miasto liczyło 38 771 mieszkańców, a obszar metropolitalny zamieszkiwało 106 331 osób.
Rozplanowane w 1831 roku, formalnie założone w 1842 roku pierwotnie jako town, od 1922 roku nosi status city. Nazwa miasta pochodzi od stolicy Peru.
Miasto jest ośrodkiem przemysłu motoryzacyjnego, maszynowego, chemicznego i petrochemicznego (niegdyś także wydobycia ropy naftowej). Znajduje się tu jedyny w Stanach Zjednoczonych zakład produkcji czołgów – Lima Army Tank Plant, otwarty w 1942 roku, miejsce produkcji czołgów M1 Abrams (w przeszłości m.in. M5 Stuart i M26 Pershing).
Lima leży w strefie klimatu kontynentalnego, z gorącym latem, należącego według klasyfikacji Köppena do strefy Dfa. Średnia temperatura roczna wynosi 10,7 °C, a opady 942,3 mm (w tym do 69,1 cm opadów śniegu).